# Éric Pittard
Éric Pittard, né le 23 janvier 1953 à Saint-Ouen-sur-Seine et mort le 25 septembre 2013 dans le 10e arrondissement de Paris, est un réalisateur français.

## Biographie
Cadreur, puis chef-opérateur, Éric Pittard a commencé à réaliser des documentaires au cours des années 1990.

## Filmographie
- 1976 : Bonne chance la France (au sein du collectif Cinélutte)
- 1998 : L'Usine
- 2002 : Le Bruit, l'Odeur et Quelques Étoiles
- 2007 : Histoire de la police française (4 épisodes, coréalisateur : Michel Kaptur)
- 2013 : De l'usage du sextoy en temps de crise